# Hình tượng ếch nhái trong văn hóa
Các loài ếch, nhái, cóc nổi bật trong văn hóa dân gian, những câu chuyện cổ tích trong nhiều nền văn hóa khác nhau trên thế giới, và cũng có nhiều vai trò văn hóa trong văn học, biểu tượng và tôn giáo.

## Tổng quan
Về phân loại khoa học các loài ếch, nhái, cóc được gọi chung là bộ Không đuôi (tên khoa học là: Anura) là những loài động vật lưỡng cư. Trong tiếng Việt, chúng còn được gọi bằng những tên khác nhau mô tả về nhiều loài khác nhau thông dụng như ếch, nhái, cóc, ngóe, chằng hương, chẫu chàng, ễnh ương..., trong tiếng Hán Việt chúng còn được gọi là cáp hay hàm hay thiềm vốn thông dụng với cuộc sống của những cư dân vùng nhiệt đới ẩm, nơi có nhiều nguồn nước là môi trường sinh sống cho các loài này. 

## Ếch
Ếch xuất hiện trong nhiều truyền thuyết, truyện cổ tích, và trong văn hóa đại chúng. Chúng có xu hướng được mô tả là những con vật tốt bụng, xấu xí, và vụng về, nhưng có tài năng tìm ẩn. Một vài ví dụ bao gồm Michigan J. Frog, "Hoàng tử ếch", và Kermit the Frog. Người Moche ở Peru cổ đại tôn thờ những động vật này, và thường mô tả chúng trong nghệ thuật của họ. tại Panama,, truyền thuyết địa phương cho rằng may mắn sẽ đến với bất cứ ai phát hiện ra một con ếch vàng Panama. Vài người tin rằn khi một con ếch vàng Panama chết, nó sẽ biến thành một lá bùa được biết đến như huaca. Ngày nay, mặc dù đã tuyệt chủng hầu hết trong tự nhiên, ếch vàng Panama vẫn là một biểu tượng văn hóa quan trọng và có thể được tìm thấy trên vải trang trí Molas được thực hiện bởi người Kuna. Chúng cũng xuất hiện trên cầu vượt tại thành phố Panama, trên áo thun hay thận chí vé số.

## Cóc
Ở phương Tây, cóc lại được mô tả chủ yếu về điều xấu. Trong những truyện cổ tích châu Âu, nó bị cho rằng là phụ tá của phù thủy và có sức mạnh ma thuật. Chất độc từ da chúng được sử dụng để chế biến thuốc độc, nhưng cũng được dùng để tạo ra thuốc trị các căn bệnh ma thuật cho con người và động vật. Cóc cũng liên kết với quỷ dữ, trong Thiên đường đã mất của John Milton, Satan đã sai một con cóc đổ chất độc vào tai Eve.
Trong khi đó cóc được nhắc đến trong văn hóa dân gian với biểu tượng tích cực, xuất phát từ việc chúng là thiên địch của nhiều loài phá hoại mùa màng nông nghiệp. Ở Việt Nam có câu chuyện "cóc kiện trời" đề cao trí thông minh của chú cóc, chúng gắn liền với truyện cổ tích "Cóc kiện trời". Theo đó, trong quan niệm dân gian, người dân Việt Nam tin rằng hễ cóc nghiến răng là trời sắp đổ mưa, vì vậy, đồng dao Việt Nam có câu: "Con cóc là cậu ông trời/ Ai mà đánh cóc thì trời đánh cho". Ngoài ra còn có câu chuyện Gan cóc tía, ca ngợi sự dũng cảm của cóc. Ngoài ra còn có câu: "Cóc ghẻ đòi ăn thịt thiên nga", ám chỉ những người con trai không biết thân phận, tơ tưởng và đòi cưới những cô gái xinh đẹp, đài các.

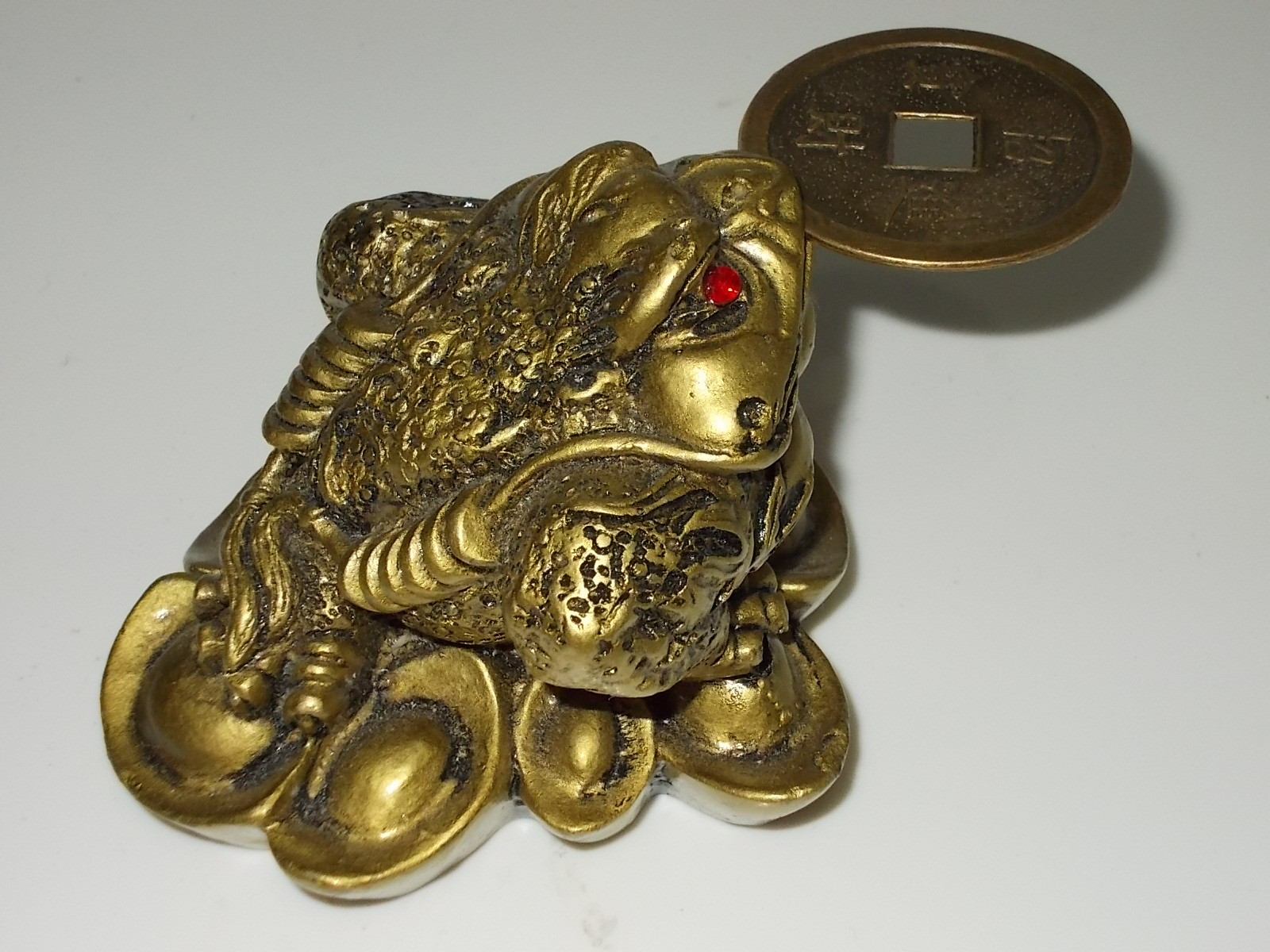
Tượng cóc phong thủy cầu tài

Trong văn hóa Trung Hoa và trong phong thủy có hình tượng cóc ngậm tiền hay còn gọi là Thiềm Thừ (chữ Hán: 蟾蜍; bính âm: chánchú) hay Kim thiềm (金蟾; bính âm: jīn chán) là một linh vật được ưa chuộng sử dụng để cầu tài lộc. Theo kinh nghiệm trong phong thủy, Thiềm Thừ thông nhân tính nên khi khai quang tốt nhất chỉ nên có một mình gia chủ. Sau ngay khi khai quang, cóc ngậm tiền nhìn thấy ai đầu tiên thì sẽ mãi mãi phù hộ cho người đó. Nhiều gia đình hay hay trưng bày cóc ngậm tiền ở bàn thờ thổ địa, thần tài, ban ngày cho cóc hướng ra ngoài cửa, tối đến quay cóc hướng vào trong nhà. Trong tiểu thuyết kiếm hiệp của Kim Dung có nhắc đến con cóc có tên là Chu Cáp, đây là con cóc cực độc, sau bị Đoàn Dự ăn và gia tăng công lực. Ngoài ra còn có một môn võ công lợi hại mô phỏng thế của loài cóc là Hàm mô công hay cáp mô công của Âu Dương Phong.
Trong văn hóa dân gian Ấn Độ, người ta tin rằng cóc là loài vật có quan hệ mật thiết với những cơn mưa. Tại làng Assam ở đất nước Ấn Độ, tổ chức lễ cưới cho cóc là một hoạt động cầu mưa truyền thống đã có từ lâu đời. Lễ cưới giữa hai chú cóc là một hoạt động thường được tiến hành vào mùa thu hoạch với sự tham gia của hàng trăm người dân trong làng và các khu vực lân cận. Hai nhóm phụ nữ sẽ được phân công riêng rẽ để làm nhiệm vụ tắm táp và "mặc đồ" cho cóc đực và cóc cái, chuẩn bị cho một hôn lễ đặc biệt. Trước đó, những người phụ nữ này còn chuẩn bị cả đồ trang sức làm bằng tay dành cho cóc cái trong ngày cưới. Chủ trì buổi lễ là một thầy tu Hindu. Từ lâu đời, người dân Ấn Độ đã tin rằng việc tổ chức hôn lễ cho cóc vào những ngày nóng nực trong mùa hè sẽ khiến mưa về nhanh chóng hơn.

## Ngóe
Trong văn hóa dân dã Việt Nam, ngóe được nhắc đến qua một phép so sánh hình tượng "giết người như ngóe", ý nói hành động giết người một cách khá dễ dàng vì ngóe nhìn chung là yếu đuối, không biết phản kháng mạnh mẽ và hành động giết đó một cách dã man tàn bạo, coi mạng người như ngóe.

## Thành ngữ
- Ếch ngồi đáy giếng: Phê phán những người có tầm nhìn hạn hẹp[7]
- Ngựa lồng cóc cũng lồng: Chỉ sự bắt chước, đua đòi một cách lố lăng, kệch cỡm
- Cóc ghẻ đòi ăn thịt thiên nga
- Nôm na là cha cóc nhái
- Giết người như ngóe
- Người nhái: chỉ về người được trang bị để bơi lội, lặn
- Bụng cóc chửa, da cóc sần, hở hàm ếch, mắt ếch: Chỉ về ngoại hình cơ thể xấu xí
- Đứt đuôi con nòng nọc
- Bắt cóc bỏ dĩa: Chỉ về các biện pháp chế tài chỉ mang tính hình thức